# 富士フイルム X-Pro2
富士フイルム X-Pro2は、富士フイルムから2016年3月3日に発売された、ミラーレス一眼デジタルカメラである。同社「Xシリーズ」のフラグシップ機の一つという位置づけである（もう一つはX-T2）。2016年1月の発表ではX70及びFinePixXP90と同じ2016年2月18日発売予定だったが、生産の遅れと世界中から予想以上の注文があったことから、発売が3月3日に延期になった。
2016年のグッドデザイン賞、「カメラグランプリ2016」カメラ記者クラブ賞を受賞した。2017年3月9日に、グラファイト塗装のボディと、それに色調を合わせたフジノンレンズXF 23mm F2 WRとレンズフードのセット「FUJIFILM X-Pro2グラファイトエディション」が、日本国内では1000セット限定で発売予定。

## 仕様

### 構造
本体にはマグネシウム合金を採用し、防塵・防滴・耐低温構造とした。下地を徹底的に磨いた後に、X-Pro1と同じ黒の半艶塗装を施したが、この塗装は業者から断られるほどの歩溜まりの悪さであるという。ボディ上面にあるシャッタースピードダイヤル、露出補正ダイヤルはアルミ削り出しで作られている。シャッタースピードダイヤルの中にISO感度ダイヤルがあり、これを上に持ち上げることでISO感度の設定が行える。このダイヤル一つに38種類の部品が使われている。露出補正ダイヤルには「C」ポジションが追加され、この位置ではボディ前面のコマンドダイヤルで±5までの露出補正が行える。 また、シングルフォーカスモードでフォーカスエリアをダイレクトに操作できる、小型のジョイスティックをボディ裏面に配置した。

### センサー
撮像素子は新開発の「X-Trans CMOS III」で、Xシリーズでは初めて、有効画素2430万画素を持つ。引き続きパターン性が少ない独自のカラーフィルター配列により、解像感を損なう原因となる光学ローパスフィルターを省略した。画像処理エンジンも新開発の「X-Prrocessor Pro」であり、これにより従来機を凌駕する画質を実現している。オートフォーカス測距点は77。画面中央部49点が像面位相差エリアとなり、コントラストAFとの組み合わせにより、Xシリーズで最速のオートフォーカス機能を謳う。

### ファインダー
X100Tのファインダーを進化させた「アドバンストハイブリッドマルチビューファインダー」を搭載。光学ファインダー(OVF)と電子ビューファインダー (EVF) をレバー一つで切り替えられる。光学ファインダー内にEVFをオーバービュー表示し、ピントの拡大画像を表示することも可能。光学ファインダー使用時、レンズを交換することなくレンズごとの画角を確認する機能も搭載。

### 記録媒体
Xシリーズで初めて、SDXC/SDHC/SDカードのデュアルスロットを搭載。スロット1はUHS-IIに対応。Wi-Fi機能を搭載し、専用アプリを介してスマートフォンやPCへの画像のワイヤレス転送やリモート撮影に対応する。RAWフォーマットは非圧縮とロスレス圧縮から選択可能（いずれも14ビット）。

### フィルムシミュレーション
Xシリーズの特徴である「フィルムシミュレーション」には、新プロセッサーの搭載により、新たにモノクロモードの「ACROS」が追加され、全15種類となった。同社のモノクロフィルム「ネオパンSS ACROS」の流れをくむもので、従来のモノクロモード以上の「滑らかな階調表現、引き締まった黒、美しい質感再現」が可能という。このモードはメーカーが写真家からのヒアリングにより、モノクロ画質の向上を望む声が多かったために搭載されたものである。また、フィルムの粒状感を再現する「グレイン・エフェクト」機能も搭載されている。